# 태양을 바라보며
《태양을 바라보며》(영어: Staring at the Sun)는 줄리언 반스의 1986년 장편소설이다. 주인공 '진 서전트'의 일생을 초년, 중년, 노년으로 나누어, 제2차 세계 대전 이전의 순박한 시골 소녀 시절부터 2021년 백 살에 이르러 태양 속으로 비행해 들어가기까지의 삶을 서정적인 문체로 그렸다. 대한민국에는 열린책들에서 신재실 번역으로 출간되었다.